# 臺灣學
臺灣學（英語：、；早期稱為臺灣研究）是涉及臺灣社會科學和人文科學研究的區域研究或東亞研究的子領域。它包括臺灣語言、文化、歷史、文學、藝術、音樂和科學等領域的研究。台灣研究的內容也包括研究在台灣的人民，以及台灣和其他地區的比較。臺灣學的根源可以追溯到大航海時代的葡萄牙人。16、17世紀西歐各國興起重商主義及海外探險、殖民活動時，臺灣島嶼以其於東北亞及東南亞交叉點的重要地理位置，成為當時西方列強競爭及亟欲打開中、日門戶下的焦點，曾分別為西班牙、荷蘭所據。與日本學相比，這是一個相對年輕的研究領域。自1985年以來，有關臺灣學的出版物的數量急劇增加。在此期間，臺灣經歷了社會、經濟和政治變革，包括廢除戒嚴令、結束蔣介石及蔣經國的獨裁統治、民主化和第一次總統選舉。

## 詞源與歷史
臺灣學(Taiwanology)一詞由法國政治學者高格孚於1995年提出，但臺灣學已由來已久
。1999年，英國倫敦大學的亞非研究學院開設了全球第一個除了台灣本土以外的台灣學碩士項目。而臺灣本土自1986年由中央研究院開始了相關的研究，在2004年起開設了臺灣史研究所。全世界許多大學有開設台灣研究的系所或是研究中心，全世界主要的台灣研究組織，有在北美的北美台灣研究學會（NATSA）、歐洲的歐洲臺灣研究協會（EATS）以及日本的日本台灣學會（JATS）。第一屆的「臺灣研究世界大會」是由中央研究院在2012年4月26至28日在台北舉行

## 西方世界的臺灣學
因為航運技術的興起，導致歐洲掀起大規模的海上探索，其中被發現的島嶼也包括台灣(葡萄牙語：Formosa)與澎湖列島(葡萄牙語：Piscadores)，是臺灣第一次被國際看到的起點。雖然葡萄牙早在1582年就發現台灣並繪下地圖，但真正與台灣住民始有接觸的是17世紀中期的荷蘭人與西班牙人。
17世紀，荷蘭駐台宣教師為了傳教以及協助推行政務，不僅一方面自己努力學習原住民語言，另一方面也利用羅馬字編纂原住民語的字典，並且以羅馬字教導當地族人書寫自己的語。荷蘭當局將台灣各地劃分為十一個政治實體。

19世紀，清末英國駐臺副領事斯文豪(Robert Swinhoe)，在臺全力觀察採集臺灣的物種，並把牠們發表在世界的學術刊物上。1862年，他因病返回英國倫敦休養一年，並攜回一批標本，送給鳥類學家及繪圖家約翰·古爾德。古爾德據此發表16種臺灣新種，包括紀念斯文豪而命名的藍腹鷴(學名：Lophera swinhoii，英文名：Swinhoe's Blue Pheasant意為斯文豪的雉雞)及臺灣紫嘯鶇、臺灣藍鵲等三種臺灣特有種。其中藍腹鷴受到當時歐美人士的喜愛，並被成功繁殖飼養為家禽。

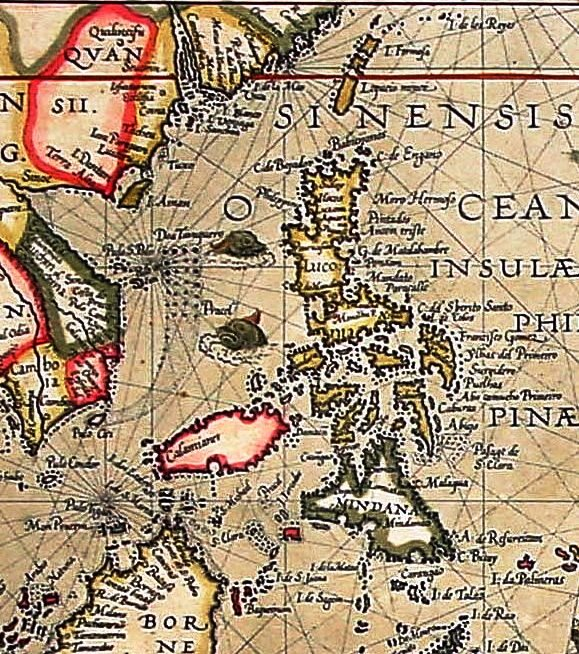
1592年葡萄牙人所繪福爾摩沙、菲律賓與東南亞
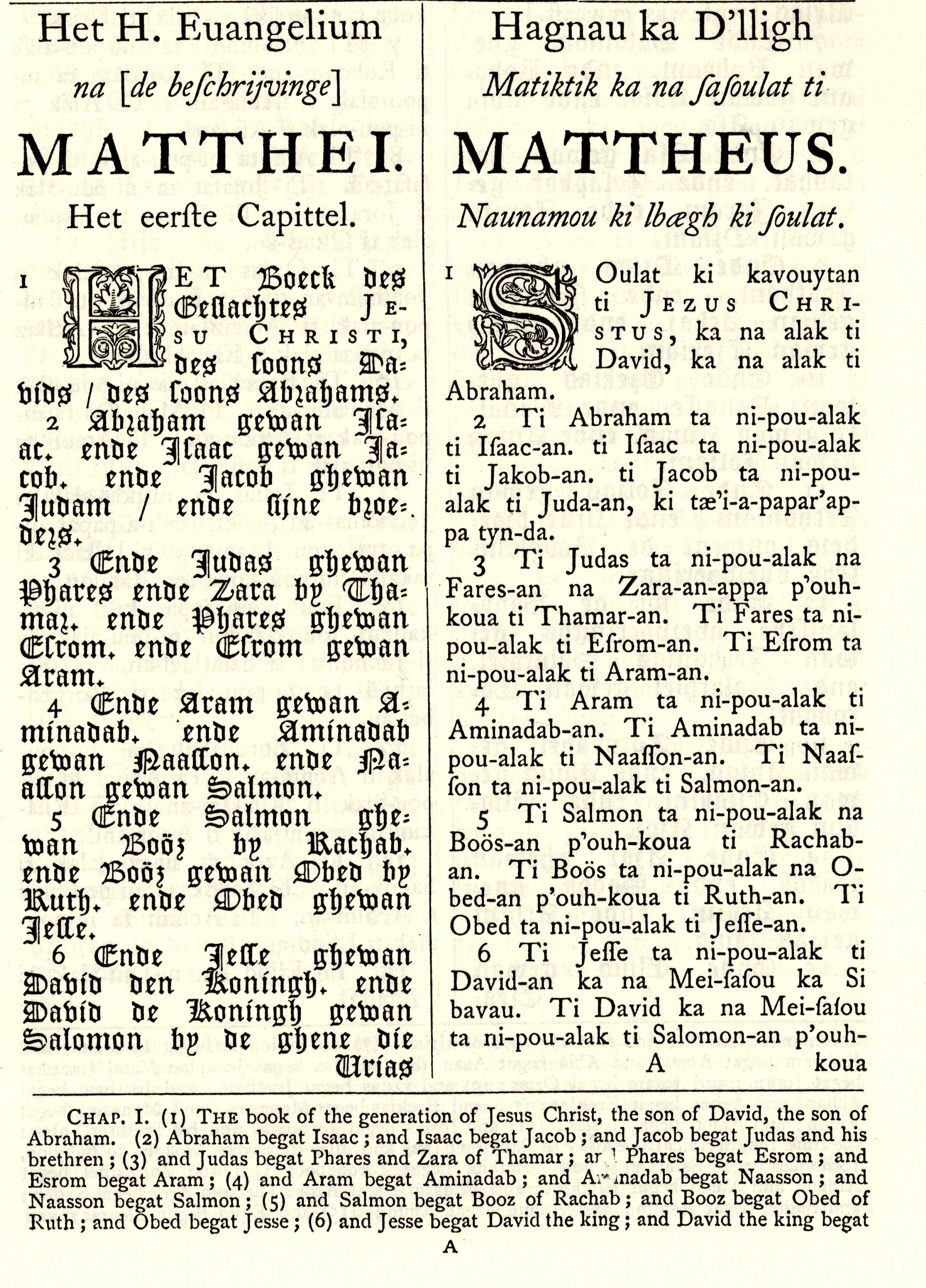
古荷蘭語(左)和西拉雅語(右)並列的馬太福音，1650年左右
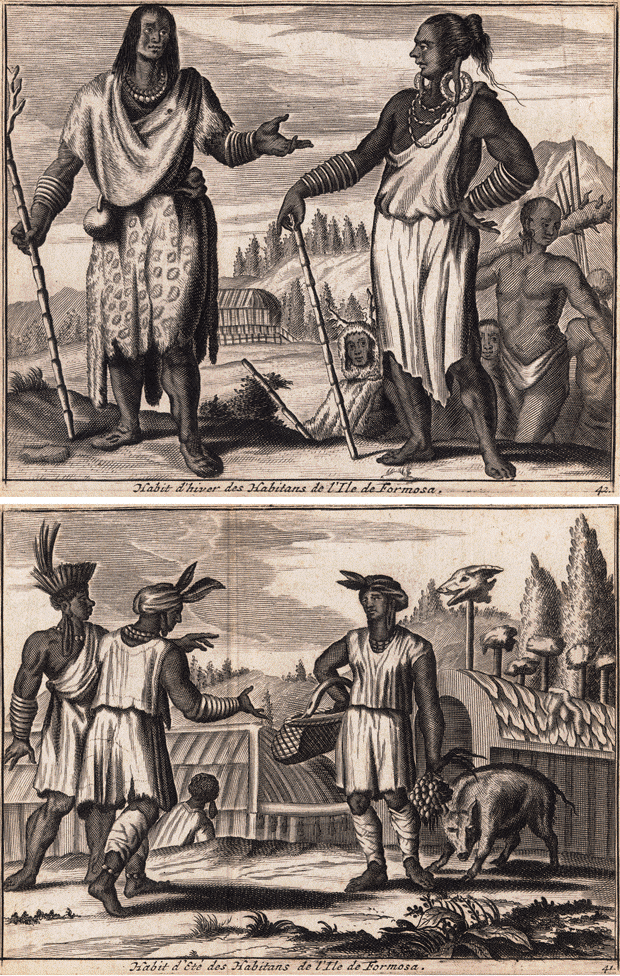
1670年荷蘭人所描繪的福爾摩沙人之長老與常民
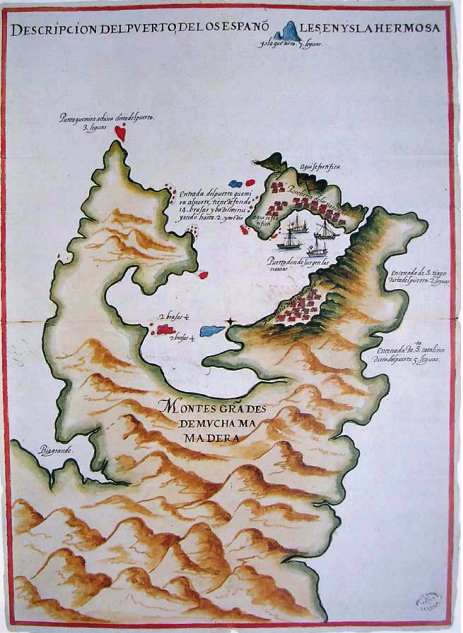
1626年西班牙人所繪基隆港與淡水港

## 東方世界的臺灣學
1895年，中日甲午戰爭結束，大清戰敗，被迫簽訂《馬關條約》，割讓台灣予日本，臺灣成為日本殖民地，日本台灣總督府為了調查台灣詳細地形並仔細區分土地種類及使用情形、確定土地之所有權，以利辦理地租改正及租權整理，1898年（明治31年）頒訂了《臺灣地籍章程》及《土地調查章程》，並於9月5日成立臺灣臨時土地調查局，所謂的土地調查包括地籍調查、三角測量、地形測量三項。此外，為了開發山林資源，總督府也實施了林野調查，以確定各地樹種及物產的分布。在林野調查的政策下，許多學者專家進入山林，間接促成了日治時期對台灣動植物及台灣原住民文化的系統化、科學化研究，留下了許多珍貴資料。

## 現代
現今的台灣研究包括了台灣及其他地區的人文学科及社会科学，但以台灣為主要的分析主題。其中不只是有關台灣人或是台灣原住民的研究，也包括了台灣和中國大陸之間的一些比較，以及在台灣傳承的一些中華文化（例如漢族、闽南、客家）。後者最大差異是在研究中華文化的台灣研究學者，他們瞭解台灣人所受到的歷史、政治及經濟影響，也瞭解這些影響和其他華人國家及地區（例如新加坡或是中國大陸、香港）的不同。

### 台灣族群研究

#### 平埔/閩南族群
今天的平埔族和閩南人在語言上基本上已經混一，多使用閩南語，或者使用具濃厚平埔特色的閩南語。其與中國大陸閩南地方所使用的閩南語所宗同源，但在地區差異及台灣地方少數民族語言文化的影響下，產生了自己不同的特色，具有獨特的內涵。

##### 平埔研究
- 從歷史角度看，平埔諸族出現在歷史文獻上幾個時期：
- 一、荷西鄭時期：

1. 北東部西班牙殖民地：凱達格蘭/雞大加籠族、雷朗/雷里秀朗族。東部噶瑪蘭族。主要遺蹟為淡水港、基隆港。
2. 中北部大肚王國：道卡斯/大甲嗣族。巴宰族、帕瀑拉族、狸霧拺族、洪雅族。
3. 南部荷蘭殖民地/鄭氏時期：西拉雅族、馬卡道族、大滿族。此時期平埔教會留下一卷《馬太福音》成為研究西拉雅語的關鍵線索。

- 二、清領時期：平埔族群正式與漢人混居，稱為「熟番」。大量平埔古文書「番仔契」的遺留成為此一時期平埔研究的一手資料。其次古漢語文學也有大量平埔族的記載，包括詩歌、散文、史傳、遊記等。其中「遊記」部分尤其記載了平埔族日常生活的觀察，尤其值得重視。
- 三、日治時期：語言瀕危，由諸多代表性學者進行語料搜集整理。此外官方地毯式調查研究，包括有：人類學方法、社會經濟活動、生態與遷徒歷程相關研究亦推動了「正規平埔族研究」的正式學院化進程。
- 四、國府戒嚴時期：地名/番社名成為主要研究對象，只剩少部分族語通行。
- 五、解嚴時期：正式推動語言復振，包括噶瑪蘭語、西拉雅語，但成效有限。如何融入台閩語成為主要焦點。其中平埔地名正名，並使用羅馬字/台閩羅馬字標示成為主要話題。

## 研究中心

### 美洲
- 加拿大
  - 阿爾伯塔大學 Taiwan Studies （页面存档备份，存于）
  - 渥太華大學 The Research Chair in Taiwan Studies （页面存档备份，存于）
- 美國
  - 史丹佛大學 The Taiwan Democracy Project （页面存档备份，存于）
  - 加利福尼亞大學聖塔芭芭拉分校 Center for Taiwan Studies
  - 加利福尼亞大學聖地牙哥分校 Taiwan Studies （页面存档备份，存于）
  - 德州大學 Taiwan Studies Program （页面存档备份，存于）
  - 威斯康辛大學麥迪遜分校，東亞研究中心 The Taiwan Studies Initiative

### 亞洲
- 中國
  - 中国社会科学院台湾研究所
  - 上海交通大学 台湾研究中心 （页面存档备份，存于）
  - 厦门大学 厦门大学台湾研究院 （页面存档备份，存于）
- 香港
  - 香港中文大學 台灣研究中心 （页面存档备份，存于）
- 日本
  - 早稻田大学 台湾研究所 （页面存档备份，存于） 台湾研究所
  - 九州大學 台灣研究計畫 （页面存档备份，存于）
- 韓國
  - 高麗大學 대만연구센터 （页面存档备份，存于）
- 台灣
  - 國立臺灣圖書館 臺灣學研究中心 （页面存档备份，存于）
  - 國立臺灣大學 臺灣文學研究中心 （页面存档备份，存于）
  - 國立成功大學 臺灣學 （页面存档备份，存于）
  - 國立東華大學人文社會科學院 臺灣文化學系 （页面存档备份，存于）
  - 國立臺灣師範大學 國際臺灣學研究中心 （页面存档备份，存于）
  - 長榮大學 台灣研究所 （页面存档备份，存于）

### 歐洲
- 奧地利
  - 維也納大學 Vienna Center for Taiwan Studies （页面存档备份，存于）,
- 比利時
  - 荷語天主教魯汶大學 Taiwanese Studies Chair （页面存档备份，存于）
- 德國
  - 蒂賓根大學 European Research Center on Contemporary Taiwan （页面存档备份，存于）
  - 波鴻魯爾大學 Forschungsstelle für taiwanische Kultur und Literatur （页面存档备份，存于）
- 斯洛維尼亞
  - 盧布爾雅那大學 Taiwan Study Center （页面存档备份，存于）
- 英國
  - 倫敦政治經濟學院 Taiwan Research Programme （页面存档备份，存于）
  - 倫敦大學亞非學院 Center of Taiwan Studies （页面存档备份，存于）
  - 諾丁漢大學 Taiwan Studies Programme